# Érico II da Noruega
Érico II (1268 – 15 de julho de 1299), também chamado de Érico Magnusson, foi o Rei da Noruega de 1280 até sua morte. Era filho do rei Magno VI e de Ingeborg da Dinamarca.

## Biografia
Ele era o filho mais velho de Magno VI da Noruega, chamado Magno o Legislador e Ingeborg da Dinamarca (c. 1244–1287), filha de Érico IV da Dinamarca. 
Através de sua ascendência materna, Érico era descendente do rei Olavo II da Noruega, o Santo e, portanto, com a sua ascensão ao trono os descendentes de Olavo retornaram ao trono da Noruega. 
Foi coroado em Bergen a 2 de Julho de 1280, com apenas 12 anos. Por sua pouca idade, o governo foi para seus conselheiros, dentre os quais, a rainha viúva, Ingeborg.
Érico II morreu em 1299, e foi enterrado na antiga catedral de Bergen. Por não haver deixado descendentes masculinos, foi sucedido no trono por seu irmão mais novo, Haakon V da Noruega.

## Reinado

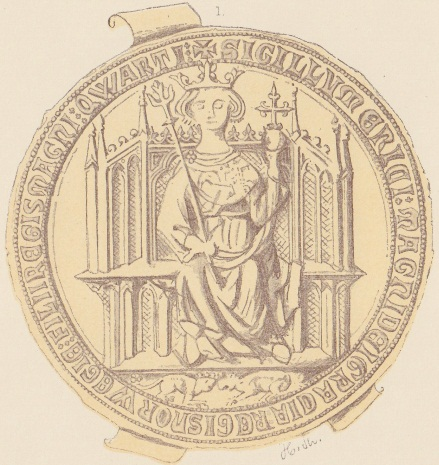
Selo (frente) do rei Érico II Magnusson da Noruega, baseado em quatorze documentos, datados de 1289 a 1298. Texto: "✠ SIGILLVM ERICI: MAGNI DEI GRACIA REGIS NORWEGIE: FILII REGIS MAGNI: QWARTI:". Tamanho: 105mm.

Érico tem sido lembrado como um monarca fraco, cujas decisões sempre foram regidas por seus assessores, mesmo quando já na idade adulta (15 anos). Ele recebeu o epíteto de inimigo dos sacerdotes ("Prestehater") por sua relação com a Igreja da Noruega. No entanto, a situação de fato refletia a rivalidade com a aristocracia do clero, que havia sido subjugada pelo governo. 
Provavelmente pela questão de reclamações da herança de sua mãe na Dinamarca, Érico II apoiado por inescrupulosos como Stig Andersen Hvide, atingiu a costa da Dinamarca, após a morte de Érico V da Dinamarca. 

## Casamentos e descendência
Em 1281, casou com a princesa Margarida da Escócia, filha do Rei Alexandre III. O compromisso havia sido acordado anos antes em uma tentativa de seu pai Magno VI para melhorar as relações com a Escócia. Margarida morreu alguns anos mais tarde, em 1283, dando à luz uma filha, de mesmo nome:
- Margarida da Noruega (1283-1290), também chamada de a Donzela da Noruega ou Maid of Norway.[1]

Nesse mesmo ano, Érico sofreu dois acidentes equestres que o deixaram coxo e aparentemente com algum dano cerebral. Em 25 de Setembro de 1293 se casou com outra princesa da Escócia, Isabel Bruce, irmã de Robert I da Escócia. Deste segundo casamento teve uma filha: 
- Ingeborg (1297-1353), que foi princesa da Suécia e da Finlândia, esposa do Duque Valdemar da Finlândia.